# Cegłów (Powiat Miński)
Cegłów ist eine Stadt sowie Sitz der gleichnamigen Stadt-und-Land-Gemeinde im Powiat Miński der Woiwodschaft Masowien, Polen. Zum 1. Januar 2022 erhielt Cegłów sein Stadtrecht wieder, das es bereits von 1621 bis 1870 innegehabt hatte.

## Gemeinde
Zur Stadt-und-Land-Gemeinde (gmina miejsko-wiejska) Cegłów gehören folgende neunzehn Ortschaften mit einem Schulzenamt (sołectwo):
Cegłów
Huta Kuflewska
Kiczki Pierwsze
Kiczki Drugie
Mienia
Pełczanka
Piaseczno
Podciernie
Podskwarne
Posiadały
Rososz
Rudnik
Skupie
Skwarne
Tyborów
Wiciejów
Wola Stanisławowska
Woźbin
Wólka Wiciejowska
Weitere Orte der Gemeinde ohne Schulzenamt sind:
Gajówka Posiadały
Gajówka Rososz
Gajówka Rudnik
Gajówka Skwarne
Gajówka Sokolnik
Kokoszki
Leśniczówka Mienia
Leśniczówka Pełczanka
Leśniczówka Piaseczno